# Josef Svoboda (scénograf)
Josef Svoboda (10. května 1920, Čáslav – 8. dubna 2002, Praha) byl český scénograf, jevištní výtvarník a pedagog. Josef Svoboda byl jedním z tvůrců Laterny magiky.

## Život
V letech 1931–1934 studoval na reálném gymnáziu v Čáslavi, vyučil se truhlářem u svého otce a pokračoval dvouletou Mistrovskou školou pro truhláře v Praze na Žižkově (1937–1939). Později absolvoval tamtéž Ústřední školu bytového průmyslu (1943).
Od roku 1945 studoval jevištní výtvarnictví na Konzervatoři Praha a později na Vysoké škole uměleckoprůmyslové v Praze (u prof. Pavla Smetany), specializaci vnitřní architektura. Školu ukončil roku 1951.

## Pedagogická činnost
- 1954–1957 přednášel na Akademii výtvarných umění v Praze o jevištní technice,
- 1968–1989 byl řádným profesorem architektury na Vysoké škole uměleckoprůmyslové v Praze.

O scénografii přednášel na mnoha univerzitách po celém světě, mj. v Brazílii, USA, Kanadě, Itálii, Francii. V roce 1990 vydal ve spolupráci s dr. Milenou Honzíkovou knihu s názvem Tajemství divadelního prostoru.

## Divadlo
Již v roce 1945 byl angažován jako šéf výpravy ve Velké opeře Divadla 5. května. Současně spolupracoval i s Divadlem satiry a se Studiem Národního divadla.
Od roku 1948 působil v Národním divadle v různých funkcích, nejdříve jako jevištní výtvarník, od roku 1951 jako šéf umělecko-technického provozu a od roku 1966 jako scénický výtvarník a šéf výpravy, později jako šéfvýtvarník (od roku 1970) a scénický hlavní výtvarník (1980).
V roce 1958 připravil společně s bratry Radokovými (Alfrédem a Emilem) v rámci Laterny magiky pro československý pavilón na Světové výstavě EXPO 58 v Bruselu představení a realizoval pro něj scénu (viz též promítací systém polyekran). Od roku 1973 byl uměleckým šéfem Laterny magiky (do roku 1992). Po jejím osamostatnění v roce 1992 se stal jejím ředitelem.
Od roku 1958 často hostoval v zahraničí. Jeho první zahraniční scénou byla Rusalka v Teatro La Fenice v Benátkách v režii V. Kašlíka. Pracoval také pro newyorskou Metropolitní operu (Carmen, 1972; Sicilské nešpory, 1974; Prodaná nevěsta, 1978), v Kennedyho centru ve Washingtonu, ve Slovinském národním divadle v Lublani, v Grande Opéra v Paříži (1974 Sicilské nešpory; 1976 Fantastická symfonie, v Německu na Hudebních slavnostech v Bayreuthu (1969 Bludný Holanďan; 1974 Tristan a Isolda), ve Velkém divadle v Ženevě, v Londýně (1974 Wagner: Prsten Nibelungův; Čechov: Tři sestry), v Staatsoper v Mnichově (Mozart: Kouzelná flétna), v Miláně (1988 Goethe: Faust), v Deutsche Oper v Berlíně (Hoffmannovy povídky, 1969; R. Strauss: Ariadna na Naxu, 1970; Z mrtvého domu, 1981; M. Constant: Profesor Neřád, 1985; Salome, 1990) a v Komische Oper v Berlíně (Trubadúr, 1966).
Podílel se na přípravě scény pro EXPO 67 v kanadském Montrealu (projekt Polyvize) a pro EXPO 70 v japonské Ósace.
V letech 1975 – 1980 byl technickým poradcem Velkého divadla v Ženevě.
Za život vytvořil výpravu pro více než 700 inscenací. Z toho jen pro Stavovské divadlo navrhl přibližně šedesát pět prací.
Například jen scénu pro Dona Giovanniho navrhl celkem devětkrát – Ostrava 1949; ND Praha 1950, 1956, 1962, 1969, 1984; Theater am Goetheplatz v Brémách 1966; Staatsoper ve Stuttgartu 1971; Teatro Giuseppe Verdi v Trieste 1990.
Spolupracoval s řadou významných českých divadelních režisérů, mj. s Alfrédem Radokem, Václavem Kašlíkem, Jindřichem Honzlem, Otomarem Krejčou, Miroslavem Macháčkem, Františkem Salzerem, Karlem Jernekem a Evaldem Schormem.
Ze zahraničních režisérů a divadelních osobností se jednalo např. o sira Petera Ustinova, Leonarda Bernsteina, Friedricha Dürrenmatta, Armanda Delcampa, Johna Drextera, Laurence Oliviera aj.

## Tvorba
Svým originálním přístupem výrazně ovlivnil scénografii jako jednu ze součástí dramatického díla. Při tvorbě scénografie pro konkrétní inscenaci mu vždy šlo o rovnováhu všech tvůrčích složek a celkové vyznění díla. Příkladem jsou jeho scénická provedení operních představení v Londýně, Hamburku, New Yorku nebo Praze. Vytvářel na scéně atmosféru, ve které různé objekty v kombinaci se scénickými prvky byly povýšeny do zcela nové kvality. Důležité pro něho bylo formování inscenačního prostoru nejen na jevišti, ale současně i v hledišti.
Využíval moderní technologické postupy, stál u vzniku světelného designu a multimediálních projektů. V inscenaci Mozartovy Kouzelné flétny v Mnichově použil jako první scénograf na světě laser. V průběhu své profesní dráhy Svoboda představil mnoho technologických inovací v oblasti světla, speciálních materiálů a jevištní kinetiky. Neustále také promýšlel a zdokonaloval propojení audiovizuálních technologií a divadla.
V roce 2020 uvedla Státní opera v Praze slavnou inscenaci Pucciniho Toscy režiséra Karla Jerneka, která měla premiéru ve stejném divadle pod taktovkou Jindřicha Bubeníčka dne 4. května 1947. Scénografii připravil Josef Svoboda a kostýmy Jan Kropáček. Jako základní spojovací element použil J. Svoboda prvky barokní architektury kombinovaných s plastickými modely původních stavebních prvků, vše využívalo optických iluzí, převrácené ptačí perspektivy a podobných efektů. Trojrozměrné objekty přecházely přibližně v polovině scény do malovaných.

## Vybraná scénická provedení v českých divadlech
- 1946 Josef Čapek, Karel Čapek: Ze života hmyzu, Národní divadlo, režie Jindřich Honzl
- 1948 Nikolaj Vasiljevič Gogol: Revizor, ND, režie Jindřich Honzl
- 1948 Sergej Prokofjev: Maškaráda, Divadlo 5. května, režie V. Kašlík
- 1951 Karel Kovařovic: Psohlavci, ND, režie V. Kašlík
- 1953 Jan Drda: Hrátky s čertem, ND, režie František Salzer
- 1954 William Shakespeare: Kupec benátský, Tylovo divadlo, režie František Salzer
- 1955 Anton Pavlovič Čechov: Tři sestry, Tylovo divadlo, režie Zdeněk Štěpánek
- 1956 Vítězslav Nezval: Dnes ještě zapadá slunce nad Atlantidou, Tylovo divadlo, režie Alfréd Radok
- 1957 John Osborne: Komik, Tylovo divadlo, režie Alfréd Radok
- 1957 L. M. Leonov: Zlatý kočár, Tylovo divadlo, režie A. Radok
- 1958 František Hrubín: Srpnová neděle, Stavovské divadlo, režie Otomar Krejča
- 1959 William Shakespeare: Hamlet, ND, režie Jaromír Pleskot
- 1961 Carlo Goldoni: Poprask na laguně, Tylovo divadlo, režie Miroslav Macháček
- 1963 W. Shakespeare: Romeo a Julie, ND, režie Otomar Krejča
- 1963 Sofoklés: Oidipús vladař, Smetanovo divadlo, režie Miroslav Macháček
- 1963 Friedrich Dürrenmatt: Fyzikové, Komorní divadlo, režie Ladislav Vymětal
- 1964 Josef Topol: Konec masopustu, Stavovské divadlo, režie Otomar Krejča
- 1968 J. Hanuš: Othello, ND, režie J. Němeček
- 1971 William Shakespeare: Jindřich V., Národní divadlo, režie M. Macháček
- 1974 E. Rostand: Cyrano z Bergeracu, Tylovo divadlo, režie M. Macháček
- 1978 Giuseppe Verdi: Macbeth, Smetanovo divadlo, režie V. Kašlík
- 1979 Ladislav Stroupežnický: Naši furianti, Stavovské divadlo, režie Miroslav Macháček
- 1982 B. Smetana: Dalibor, Smetanovo divadlo, režie V. Kašlík
- 1983 B. Smetana: Libuše, ND, režie Karel Jernek
- 1986 Leoš Janáček: Káťa Kabanová, Smetanovo divadlo, režie K. Jernek
- 1989 Ludwig van Beethoven: Fidelio, Smetanovo divadlo, režie Zdeněk Košler
- 1991 Antonín Dvořák: Rusalka, ND, režie N. Windisch-Spoerk
- 1992 George Bernard Shaw: Pygmalion, ND, režie Rudolf Hrušínský
- 1997 Johann Wolfgang Goethe: Faust, Stavovské divadlo, režie Otomar Krejča
- 1998 Sergej Prokofjev: Romeo a Julie, ND, režie P. Weigl
- 2006 Wolfgang Amadeus Mozart: Don Giovanni, Stavovské divadlo, režie V. Kašlík, J. Nekvasil

## Vybraná česká a světová ocenění
- 1954 laureát Státní ceny
- 1958 Grand Prix Expo 58
- 1958 vyznamenání Za zásluhy o výstavbu
- 1963 Řád práce
- 1964 zasloužilý člen ND
- 1966 titul zasloužilý umělec
- 1968 titul národní umělec
- 1969 čestný doktorát Royal College of Art, Londýn
- 1976 International Theatre Award, New York, USA
- 1977 čestný doktorát Denison University Columbia, USA
- 1977 titul „Chevalier de l’Ordre des Arts et des Lettres“, od Ministra kultury Francie
- 1984 čestný doktorát Western Michigan University, USA
- 1986 cena U. S. Institute for Theatre Technology, USA
- 1989 titul The Royal Industry Designer, Londýn
- 1993 Řád čestné legie Francouzské republiky
- 1995 Golden Pen Award, U. S. Institute for Theatre Technology, USA[7]
- 1997 Cena Alfréda Radoka v kategorii scénografie roku (za scénu ke hře Faust od J. W. Goetha v ND)
- 2001 čestný doktorát na Université Catholique de Louvain-la-Neuve

## Archiv Josefa Svobody
V roce 2013 započala péčí o.p.s. Josef Svoboda – scénograf digitalizace rozsáhlého scénografova archivu, jejímž cílem je postupně zpřístupnit Svobodovo dílo studijním účelům nejen odborné, ale i širší veřejnosti.

## Film
O Josefu Svobodovi byl v roce 2011 natočen jeho vnukem, režisérem Jakubem Hejnou dokumentární film Divadlo Svoboda. Otevřeně jsou v něm popisovány i jeho problematické postoje v období komunistického režimu včetně spolupráce s StB.